# 陳堯
陳堯（1502年—1574年），字敬甫，號梧岡，一號醒翁，直隸揚州府通州人，民籍，明朝政治人物，官至刑部侍郎。

## 生平
自幼開敏，日記千餘言。嘉靖元年（1522年）壬午科應天府鄉試第十七名。嘉靖十四年（1535年）登乙未科二甲三十九名進士。授工部主事，管理清江浦，十八年轉虞衡司员外郎，尋进营缮司郎中，二十一年（1542年）知台州府，在任五年，改南安府，二十七年升长芦都轉運使，三十一年升广西参政，三十三年升贵州按察使，三十六年以平寇功，賜金币。三十七年轉云南右布政使，进广西左布政使，升都察院右副都御史、巡撫四川，四十二年九月升南京戶部右侍郎，四十三年二月升工部右侍郎兼都察院右佥都御史、總理河道，四十四年五月改刑部右侍郎，九月进左侍郎，四十五年二月因病致仕，萬曆二年（1574年）年七十三卒。

## 著作
有《陳梧岡集》、《史衡八書》、《遵聖錄》。

## 家族
曾祖陳晟；祖父陳雄；父陳尚忠，母邵氏，封太淑人。慈侍下。子陳大科，官至兩廣總督。